# Mozilla.cz
Mozilla.cz je projekt, který vznikl v roce 2009 jako nepřímý nástupce projektu CZilla. Jde o komunitní projekt, jehož chod je zajišťován dobrovolníky v jejich volném čase.

## Aktivity
Cílem Mozilla.cz je propagace produktů Mozilla Foundation a Mozilla Corporation. Na svých stránkách informuje o aktuálním dění, současných i budoucích novinkách v prohlížeči Mozilla Firefox nebo poštovním klientu Mozilla Thunderbird. Komunita Mozilla.cz se stará také o lokalizaci (překlad) všech produktů a webových stránek Mozilly.
V rámci serveru Podpora Mozilly zajišťuje Mozilla.cz podporu pro česky mluvící uživatele produktů Mozilly (Firefox pro počítač i mobilní telefony, Firefox Focus, Thunderbird a další). Jde jak o řešení problémů a pomoc na fóru podpory, tak údržbu nápovědy.
Od konce roku 2016 se Mozilla.cz objevuje i na různých linuxových nebo tematicky podobných a open source konferencích, kde opět propaguje Firefox a snaží se o celkově otevřený přístup k dotazům a podnětům od návštěvníků.